# 南悳祐
南悳祐（：／ Nam Deog-u；1924年4月22日—2013年5月18日），京畿道出身，韓國政治人物，曾於1980年至1982年任總理。曾任韩国国际贸易协会名誉主席。
南悳祐在朴正熙总统时任副总理兼经济企划院长时，主导经济开发政策，推进出口政策，韩国年出口额实现约100亿美元(1977年)，人均国内生产总值(GDP)达到1000美元大关，粮食产量4000万石，为韩国经济做出了贡献。
2013年5月18日，因睾丸癌於首爾逝世。

## 生平
- 1924年 京畿道廣州市誕生
- 1950年 首尔国民大学政治系毕业
- 1952-1954 韩国银行初级经济师
- 1954-1964 国民大学副教授、教授
- 1964-1969 西江大学经济学教授
- 1969-1974 韩国财政部长
- 1974-1978 韩国经济副总理兼经济企划院长
- 1979 总统经济事务特别助理
- 1980-1982 韩国国务总理
- 1982-1983 韩国总统国务咨询委员会成员
- 1982-1983 韩日合作理事会主席
- 1985-1988 汉城奥运会筹备委员会主席
- 1983-1991 韩国国际贸易协会主席兼首席执行官
- 1983-1991 韩美经济理事会主席
- 1983-1991 韩国商业仲裁委员会主席
- 1983-1988 韩国英文日报《Korea Herald》董事长
- 1983-1992 太平洋经济理事会常务委员会委员
- 1983-1994 纽约世界贸易中心协会董事
- 1984-1993 韩国太平洋经济合作委员会主席
- 1984-1993 火奴鲁鲁东西中心州长委员会委员
- 1991-1994 韩国国际贸易协会名誉主席
- 1983-2007 第5~9任大学产学合作财团理事长

## 职务
- 韩国国际贸易协会顾问(1994-2013)
- 韩国太平洋经济合作委员会名誉主席(1993-2013)
- 韩国Sanhak基金会(Korea Sanhak Foundation)主席(1983-2013)

## 学历
- 国民大学政治学学士学位
- 首尔大学经济学文学硕士学位
- 俄克拉荷马州立大学经济学理学硕士学位
- 俄克拉荷马州立大学经济学博士学位
- 斯坦福大学ICAME项目博士后研究生